# Skałubnikowate

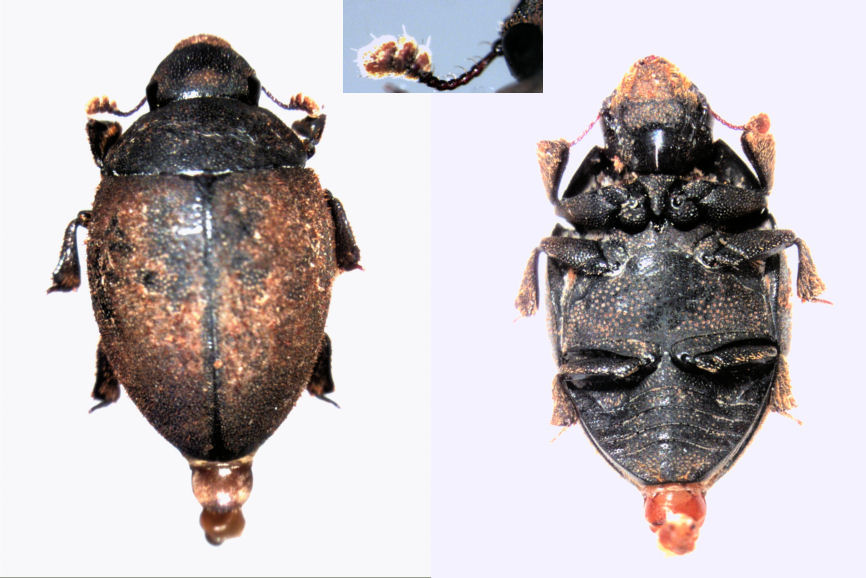
Nosodendron ovatum

Skałubnikowate (Nosodendridae) – rodzina chrząszczy z podrzędu wielożernych i nadrodziny Derodontoidea.

## Taksonomia
Rodzina opisana została w 1848 roku przez Wilhelma Ferdinanda Erichsona. W 1859 roku Carl Gustaf Thomson połączył skałubnikowate z otrupkowatymi (Byrrhidae) i skórnikowatymi (Dermestidae) w grupę Brachymera, wchodzącą w skład Diversicornia. Później zarzucono ten pogląd. Do niedawna skałubnikowate włączano do nadrodziny kapturnikokształtnych (Bostrichoidea). Obecnie skałubnikoawte wraz z Derodontidae i Jacobsonidae tworzą nadrodzinę Derodontoidea.

## Opis
Chrząszcze drobne, o krótkim, silnie wypukłym i owalnym ciele. Głowa niewciągana w przedplecze. Czułki 11-członowe z buławką. Warga górna niewidoczna. Pokrywy z charakterystycznymi pędzelkami złożonymi z włosków.

## Rozprzestrzenienie
Przedstawiciele rodziny występują w Europie, palearktycznej i orientalnej Azji, Oceanii, na Nowej Gwinei, Nowej Zelandii i Madagaskarze oraz w obu Amerykach.
Jedynym gatunkiem europejskim jest skałubnik.

## Systematyka
Opisano dotychczas 75 gatunków, zgrupowanych w 3 rodzaje, z czego jeden wymarły:
- Nosodendron Latreille, 1804
- Nosoglobulus (Háva, 2003)
- †Nosotetocus Scudder, 1892